# Telauge
Telauge ou Telauges (em grego:  Τηλαύγης; fl. c. 500 a. C.) foi um filósofo pitagórico e, segundo a tradição, filho de Pitágoras e Teano. Pouco se sabe sobre sua vida e obras além de comentários dispersos de escritores muito mais tardios. 

## Vida
Pouco se sabe sobre a vida de Telauge. Segundo a tradição, ele era filho de Pitágoras e Teano. Jâmblico afirma que Pitágoras morreu quando Telauge era muito jovem e que Telauge acabou se casando com Bitale, filha de Damo, sua irmã. Dizia-se que Telauge foi um professor de Empédocles, talvez na tentativa de vincular Empédocles a Pitágoras. 

## Obra
Diógenes Laércio diz que Telauge não escreveu nada, mas depois faz uso de uma suposta carta de Telauges a Filolau para obter algumas informações sobre Empédocles. Jâmblico alega que uma obra de Pitágoras a respeito dos deuses foi dita por alguns composta por Telauge, usando as notas que Pitágoras legou a Damo. O Suda afirma que Telauges escreveu quatro livros sobre o tetráctis.  Marco Aurélio, em suas Meditações, contrasta Telauge com Sócrates.